# Austrolebias cinereus
Austrolebias cinereus es un pez de la familia de los rivulinos en el orden de los ciprinodontiformes.
Especie: Cineurus Especie con problemas de conservación, por su distribución restringida en el país o porque presentan una población naturalmente pequeña o porque han sufrido procesos de astricción en su distribución o declives poblacionales.
Se encuentran en lugares donde las condiciones son más favorables para su supervivencia, o en regiones que logren colonizar condicionados por eventos históricos
Tienen una alimentación omnívora.

## Taxonomía
Originalmente fue descripta bajo el nombre Cynolebias cinereus.

## Distribución geográfica
Se encuentran en Uruguay.

La distribución de los seres vivos en las diferentes regiones de la tierra no es al azar, en lo posible se encuentran en aquellos lugares donde las condiciones son más favorables para su supervivencia, o en aquellas regiones que logren colonizar condicionados por eventos históricos. Así mismo, las características del entorno y del organismo están estrechamente relacionadas y en constante modificación; por ello se plantea que los organismos se distribuyen espacialmente de acuerdo a su historia evolutiva y ecológica. El género Austrolebias se encuentra distribuido desde el sur de Brasil, Paraguay, Uruguay hasta la región norte y noreste de Argentina; actualmente cuenta con 38 especies reconocidas (Costa, 2006). En nuestro país, los dos géneros se hallan representados en casi todas las cuencas con la única excepción de la cuenca del río Santa Lucía y la región Este de la cuenca del Río de la Plata. Las especies de peces anuales se encuentran entre los organismos de agua dulce más amenazados debido a diversas causas.

## Alimentación
Los Austrolebias Cinereus tienen una alimentación omnívora.  Según un estudio realizado en 2009 por los biólogos Gabriel Laufer, Matías Arim,  Marcelo Loureiro, Juan Manuel Piñeiro-Guerra, Sabrina Clavijo Baquet y César Fagúndez en el que recolectaron 669 individuos de 4 especies de Austrolebias en el que analizaron el contenido de sus estómagos el zooplancton representó la mayor parte de su dieta, seguido por huevos, algas y diatomeas, Los insectos fueron los siguientes grupos en número de presas, como sigue: larvas de dípteros (especialmente Chironomidae y Culicidae), Ephemeroptera (principalmente representada por larvas de Baetidae) y larvas de coleópteros (especialmente Dytiscidae). Acari (Hydracarina) también fueron importantes presa en número. Otras presas como moluscos y Malacostraca también aparecen en cantidades relativamente importantes en el contenido intestinal. Las presas no acuáticas estuvieron representadas por dípteros adultos, Collembolla y Aránea, en frecuencias relativamente bajas.

## Hábitat y nicho ecológico
presentan  mecanismos de
desarrollo en embriones y la estructura y
composición de la tarea del óvulo relacionada
con la supervivencia bajo las estresantes condiciones ambientales de sequía completa, de hecho, el austrolebias es un desovador de fondo, entierra sus huevos en el sustrato. Esta biología característica de los peces anuales
más su hábitat único (es decir, fragmentado,
discreto y estacional) tienen una fuerte
influencia en cómo se generan los patrones de
distribución y diversidad , El género Austrolebias se encuentra distribuido desde el sur de Brasil, Paraguay, Uruguay hasta la región norte y noreste de Argentina; actualmente cuenta con 38 especies reconocidas (Costa, 2006). En nuestro país, los dos géneros se hallan representados en casi todas las cuencas con la única excepción de la cuenca del río Santa Lucía y la región Este de la cuenca del Río de la Plata. Las especies de peces anuales se encuentran entre los organismos de agua dulce más amenazados debido a diversas causas. Los estanques estacionales habitados por Austrolebias varían dependiendo los factores ambientales, suelen vivir en estanques poco profundos e irregulares, (profundidad máxima alrededor de 40 cm) adyacentes a ríos o grandes humedales permanentes. lo que influye en su alimentación, se alimentan de pequeños artrópodos o insectos en su fase adulta, pero en su etapa más joven se alimentan del fitoplancton presente en la superficie, también destacar que la mayor parte de su dieta está basada en zooplancton, pequeños huevos algas y diatomeas